# Сальват Ромеро, Мария Исабель
Святая Мария Исабель Сальват Ромеро (исп. María Isabel Salvat Romero, 20 февраля 1926, Мадрид — 31 октября 1998, Севилья), в монашестве Мария Непорочного Креста (Мария де ла Пурисима де ла Крус, исп. María de la Purísima de la Cruz) — испанская католическая монахиня, с 1977 года до самой смерти являлась генеральной настоятельницей благотворительной конгрегации «Сёстры Креста», основанной святой Ангелой Креста.

## Биография
Родилась 20 февраля 1926 года в Мадриде, Испания. Третья из восьми детей Рикардо Сальвата Альберта и Маргариты Ромеро Феррер. В 1936—1938 годах семья жила в Португалии, спасаясь от гражданской войны. Во время своего пребывания заграницей Ромеро осознала своё призвание к монашеской жизни. Мать одобрила это решение, в то время как отец пытался переубедить дочь, но в конце концов уступил.
8 декабря 1944 года Ромеро вступила в конгрегацию Сёстры Креста, основанному будущей святой Ангелой Креста; она взяла имя Мария Непорочного Креста (Мария де ла Пурисима де ла Крус). Принесла монашеские обеты 9 декабря 1952 года. В 1966 году была направлена в материнскую обитель конгрегации в Севилье, где через два года её назначили провинциалом обители.
В 1977 году Ромеро избрали генеральной настоятельницей конгрегации; она трижды переизбиралась, оставаясь на этом посту до самой смерти. Во время своего пребывания в должности обновила устав конгрегации. Каждое утро встречалась с больными и бедными, раздавала им еду и стирала одежду. 5 ноября 1982 года присутствовала на беатификации Ангелы Креста папой Иоанном Павлом II.
В 1994 году у нее диагностировали опухоль. 31 октября 1998 года 72-летняя Ромеро умерла в Севилье.

## Почитание
Процесс канонизации Ромеро начался в 13 января 2004 года, когда она была провозглашена слугой Божьей; 17 января 2009 года папа Бенедикт XVI объявил её досточтимой. Вскоре после этого, 18 сентября 2010 года, архиепископ Анджело Амата беатифицировал её от имени папы Бенедикта XVI. Папа Франциск причислил её к лику святых на мессе 18 октября 2015 года.
День памяти — 18 сентября.